# Romnalda papuana
Romnalda papuana là một loài thực vật có hoa trong họ Măng tây. Loài này được (Lauterb.) P.F.Stevens miêu tả khoa học đầu tiên năm 1978.